# ویتوشواتس
ویتوشواتس (به صربی: Vitoševac) یک منطقهٔ مسکونی در صربستان است که در ناحیه نیشاوا واقع شده‌است. ویتوشواتس ۱٬۲۷۷ نفر جمعیت دارد.